# K3 League (2007–2019)
K3 League (kor. K3리그) – liga piłkarska założona w 2007, a rozwiązana w 2019. Stanowiła trzeci, a później czwarty, poziom ligowych rozgrywek piłkarskich w Korei Południowej. Była ligą amatorską, nie obowiązywała w niej zasada awansów i spadków. Gdy w 2013 powstała K League 2, N-League stała się trzecim poziomem rozgrywkowym, a K3 League wbrew nazwie stała się czwartym poziomem rozgrywkowym. W 2017 liga została podzielona na pół, przez co powstała K3 League Advanced oraz K3 League Basic, które stanowiły kolejno czwarty oraz piąty poziom rozgrywek. Dzięki temu możliwy był awans, jak i spadek z ligi. W sezonie 2020 nastąpiła reorganizacja rozgrywek, zlikwidowano N-League, K3 League Advanced oraz K3 League Basic. Na ich miejsce powołano nową K3 League, która stanowi trzeci poziom rozgrywkowy, a czwartym poziomem rozgrywkowym ustanowiono nowo założoną K4 League.

## Historia nazw
- 2007–2010: K3 League
- 2011–2013: Challengers League
- 2014: K3 Challengers League
- 2015–2016: K3 League
- 2017–2019: K3 League (podzielona na dwa poziomy rozgrywkowe K3 League Advanced [4. liga] oraz K3 League Basic [5. liga])

## Mistrzowie K3 League

### K3 League, Challengers League, K3 Challengers League (2007–2016)
| Sezon | Mistrzowie       | Wicemistrzowie              |
| ----- | ---------------- | --------------------------- |
| 2007  | Seoul United     | Hwasung Shinwoo Electronics |
| 2008  | Yangju Citizen   | Hwasung Shinwoo Electronics |
| 2009  | Pocheon FC       | Gwangju Gwangsan            |
| 2010  | Gyeongju Citizen | Hwasung Shinwoo Electronics |
| 2011  | Gyeongju Citizen | Yangju Citizen              |
| 2012  | Pocheon FC       | Chuncheon FC                |
| 2013  | Pocheon FC       | Paju Citizen                |
| 2014  | Hwaseong FC      | Pocheon FC                  |
| 2015  | Pocheon FC       | Gyeongju Citizen            |
| 2016  | Pocheon FC       | Cheongju City               |

### K3 League Advanced oraz K3 League Basic (2017–2019)

#### K3 League Advanced
| Sezon | Mistrzowie       | Wicemistrzowie |
| ----- | ---------------- | -------------- |
| 2017  | Pocheon FC       | Cheongju City  |
| 2018  | Gyeongju Citizen | Icheon Citizen |
| 2019  | Hwaseong FC      | Yangpyeong FC  |

#### K3 League Basic
| Sezon | Mistrzowie       | Wicemistrzowie  |
| ----- | ---------------- | --------------- |
| 2017  | Jungnang Chorus  | Siheung Citizen |
| 2018  | Siheung Citizen  | Paju Citizen    |
| 2019  | Ulsan Citizen FC | Jeonju Citizen  |

## Lista klubów
Od momentu powstania K3 League w rozgrywkach wystąpiło 35 drużyn:
- †Asan United (2007–2013)
- Bucheon FC 1995 (2008–2012)
- †Busan FC (2017–2018)
- †Buyeo FC (2016–2018)
- †Changwon United (2007–2008)
- †Cheongju City (2007–2018)
- Cheongju FC (2009–2019)
- Chuncheon FC (2010–2019)
- Chungju Citizen (2017–2019)
- †Daegu Korea Powertrain FC (2007)
- FC Uijeongbu (2014–2018)
- Gimpo Citizen (2013–2019)
- Goyang FC (2008–2019)
- Gyeongju Citizen (2008–2019)
- Hwaseong FC (2013–2019)
- Icheon Citizen (2009–2019)
- Jeonju Citizen FC (2007–2019)
- †Jeonju Ongoeul FC (2008–2009)
- †Namyangju United (2008–2012)
- Paju Citizen (2012–2019)
- Pocheon Citizen (2008–2019)
- Pyeongchang FC (2008–2019)
- Pyeongtaek Citizen (2017–2019)
- †Samcheok Shinwoo Electronics (2007–2010)
- †Seoul FC Martyrs (2009–2015)
- Seoul Jungnang (2012–2019)
- Seoul Nowon United (2007–2019)
- †Seoul Pabal FC (2007–2008)
- Siheung City (2016–2019)
- Ulsan Citizen (2018–2019)
- Yangju Citizen (2007–2019)
- Yangpyeong FC (2016–2019)
- Yeoju Citizen (2017–2019)
- †Yeonggwang FC (2010–2016)
- †Yongin Citizen (2007–2010)

† – klub nie istnieje